# デラニーよりボニーへ
『デラニーよりボニーへ』（原題：To Bonnie from Delaney）は、アメリカ合衆国の夫婦デュオ、デラニー&ボニーが「デラニー&ボニー&フレンズ」名義で1970年に発表したスタジオ・アルバム。通算4作目、スタジオ・アルバムとしては3作目に当たる。

## 背景
1970年3月、デラニー&ボニー&フレンズのメンバーの大部分がジョー・コッカーのツアー「マッド・ドッグス&イングリッシュメン」に参加したため、エルヴィス・プレスリーのバンドで活動していたジェリー・シェフとロン・タット、それにオールマン・ブラザーズ・バンドのデュアン・オールマン等の新メンバーが起用された。
「コール・イット・ロックンロール・ミュージック」「アローン・トゥゲザー」「リヴィング・オン・ジ・オープン・ロード」の3曲はニューヨークでレコーディングされ、残りの曲はマイアミでレコーディングされた。両方のセッションでデュアン・オールマンが全面参加しており、また、ニューヨーク録音の3曲ではキング・カーティスがサウンド・プロダクションに貢献した。
「ミス・アン」はリトル・リチャードが1957年に発表した曲のカヴァーで、リチャード自身がゲスト参加した。ボビー・ウィットロックの自伝によれば、リチャードは25分もピアノを弾き続け、デラニー・ブラムレットがそれを編集し5分にまとめたという。バーバラ・キースが提供した「フリー・ザ・ピープル」は、後にバーブラ・ストライサンドのアルバム『Stoney End』（1971年）でカヴァーされ、また、作者のキースも1973年のアルバム『Barbara Keith』でセルフ・カヴァーしている。

## 反響・評価
本作はアメリカのBillboard 200で58位に達した。また、「フリー・ザ・ピープル」をA面、「ソウル・シェイク」をB面に収録したシングルもリリースされ、Billboard Hot 100では前者が75位、後者が43位を記録した。
マシュー・グリーンウォルドはオールミュージックにおいて5点満点中4点を付け「魂の込められた"The Love of My Man"を筆頭に、何曲かでボニー・ブラムレットが披露した偉大なボーカル・パフォーマンスを聴けば、彼女が何故ジャニス・ジョプリンと同列で語られているか分かる」と評している。また、Michael Gallucciはultimateclassicrock.comの企画「デュアン・オールマンのスタジオ・セッションTop 10」において、本作からの「リヴィング・オン・ジ・オープン・ロード」を8位に挙げ「ポジティヴに突き通してくるオールマンのギター・ソロを伴った、ブルージーでR&B風のロック・ナンバー」と評している。

## 収録曲
1. 不運とトラブル "Hard Luck and Troubles" (Delaney Bramlett) – 2:38
2. ゴッド・ノウズ・アイ・ラヴ・ユー "God Knows I Love You" (D. Bramlett, Mac Davis) – 2:49
3. レイ・ダウン・マイ・バーデン "Lay Down My Burden" (Steve Bogard, Michael Utley) – 3:38
4. メドレー "Medley" – 4:12
  - a) カム・オン・マイ・キッチン "Come On in My Kitchen" (Robert Johnson)
  - b) ママ、あの人ったらひどいのよ "Mama, He Treats Your Daughter Mean" (Herbert Lance, Charles Singleton, John Wallace)
  - c) フィーリング・バッド "Goin' Down the Road Feelin' Bad" (Traditional, arr. D. Bramlett)
5. ラヴ・オブ・マイ・マン "The Love of My Man" (Ed Townsend) – 4:32
6. コール・イット・ロックンロール・ミュージック "They Call It Rock & Roll Music" (D. Bramlett) – 3:38
7. ソウル・シェイク "Soul Shake" (Margaret Lewis, Myrna Smith) – 3:08
8. ミス・アン "Miss Ann" (Richard Penniman, Enotris Johnson) – 5:04
9. アローン・トゥゲザー "Alone Together" (D. Bramlett, Bonnie Bramlett, Bobby Whitlock) – 3:16
10. リヴィング・オン・ジ・オープン・ロード "Living on the Open Road" (D. Bramlett) – 3:05
11. レット・ミー・ビー・ユア・マン "Let Me Be Your Man" (George Soulé, Terry Woodford) – 3:31
12. フリー・ザ・ピープル "Free the People" (Barbara Keith) – 2:47

## 参加ミュージシャン
- デラニー・ブラムレット - ボーカル、リズムギター
- ボニー・ブラムレット - ボーカル
- デュアン・オールマン - スライドギター

ニューヨーク・セッション
- ベン・ベネイ - リードギター
- ジム・ゴードン - ピアノ、オルガン
- ケニー・グラッドニー - ベース
- チャック・モーガン - ドラムス
- キング・カーティス - テナー・サックス・ソロ(on #6)
- ジェリー・ジュモンヴィル - アルト・サックス
- フランク・メイズ - テナー・サックス
- ダレル・レナード - トランペット、トロンボーン

マイアミ・セッション
- チャーリー・フリーマン - リードギター
- スニーキー・ピート - スティール・ギター(on #2)
- ジム・ディッキンソン - ピアノ
- マイク・アトレー - ピアノ(on #3)
- リトル・リチャード - ピアノ(on #8)
- ボビー・ウィットロック - オルガン、ボーカル
- トミー・マクルーア - ベース
- ジェリー・シェフ - ベース
- ロン・タット - ドラムス
- サミー・クリーズン - ドラムス
- アンドリュー・ラヴ - テナー・サックス
- エド・ローガン - テナー・サックス
- フロイド・ニューマン - バリトン・サックス
- ウェイン・ジャクソン - トランペット
- ジャック・ヘイル - トロンボーン
- サム・クレイトン - コンガ
- アラン・エステス - パーカッション